# 밀로이코 스파이치

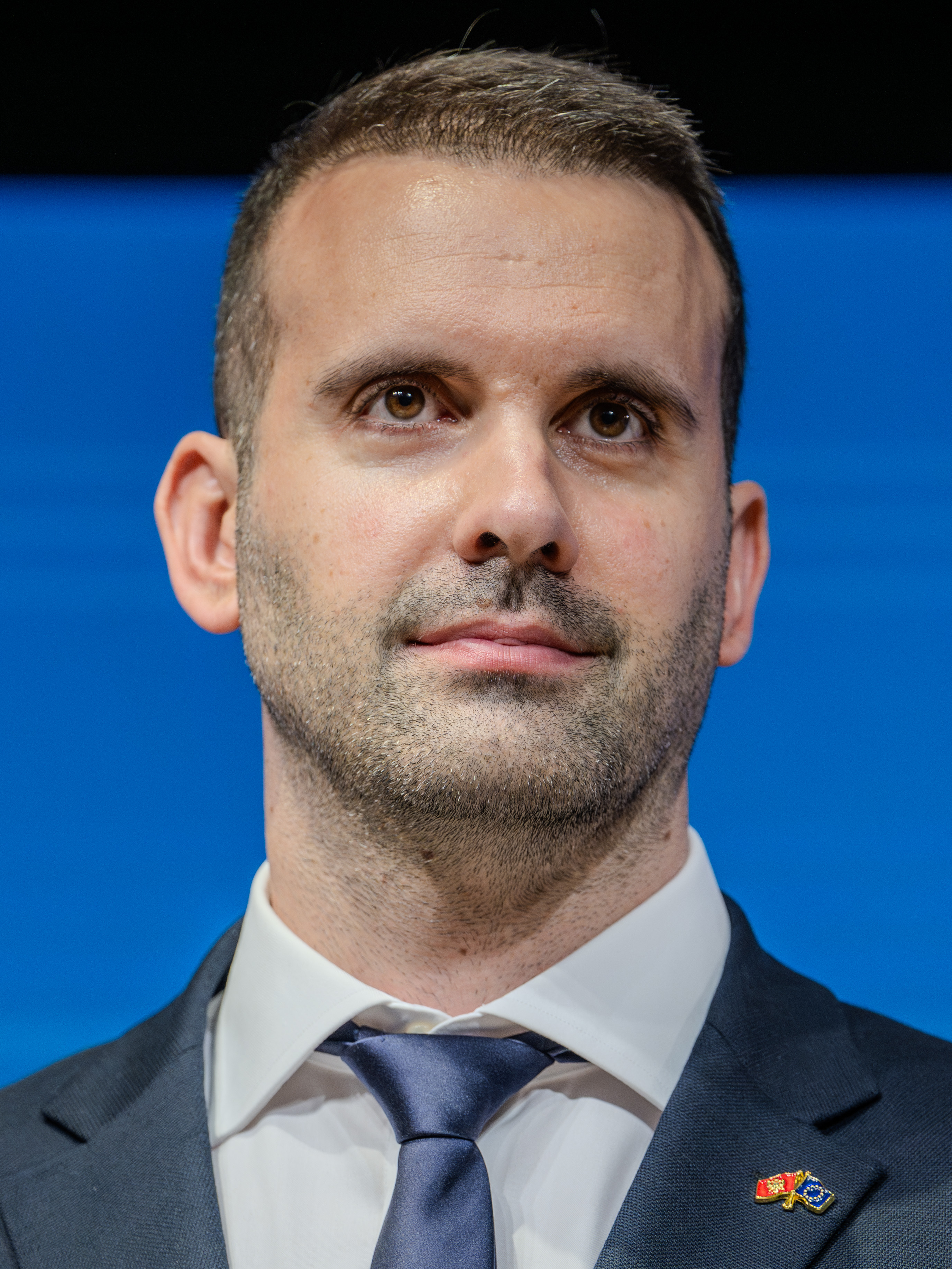
밀로이코 스파이치

밀로이코 스파이치(몬테네그로어: Milojko Spajić / Милојко Спајић, 1987년 9월 24일~)는 몬테네그로의 정치인이자 금융공학자이다. 2023년 10월 31일부터 몬테네그로의 총리로 재직하고 있다. 그는 또한 몬테네그로 경제부 장관을 역임했었다.